# Spvg Preußen Werl
Die Spvg Preußen Werl war ein Sportverein in Werl. Die Vereinsfarben waren Schwarz-Weiß, das Wappentier ein Adler. Der Verein stieg 1952 in die Landesliga auf, die damals die höchste Amateurklasse Westfalens bildete.

## Geschichte
Von etwa 50 jungen Männern wurde im Herbst 1911 der Sportclub 1911 Werl gegründet. Ein Jahr später gründete sich der Fußballverein Preußen Werl. Beide Clubs fusionierten wenige Wochen später zum SC Preußen Werl. Nach dem Zweiten Weltkrieg wurde von den Besatzungsmächten der Name Preußen Werl verboten und der Verein wurde in TuS Werl (Turn und Sportverein) umbenannt. Am 29. Januar 1949 nahm der Verein wieder den Namen SC Preußen Werl an. Dieser fusionierte am 10. Juli 1954 mit dem Verein Rot-Weiß Werl zur Spvg Preußen Werl.
Mit dem Beginn des Ersten Weltkrieges ruhte der Spielbetrieb. Danach wurde auf einem Platz am Bahndamm der Spielbetrieb aufgenommen. Eine Bretterbude diente als Umkleideraum. Die Leichtathletik-Abteilung wurde 1920 gegründet. Bis 1932 wechselte der Sportplatz siebenmal. Der Platz an der Hammerstraße wurde 1932 als Preußen-Kampfbahn eingeweiht. Der FC Schalke 04 gastierte 1948 und gewann das Spiel 10:1. Der zweite Aufstieg in die Landesliga erfolgte 1957 und 1960 stieg die erste Mannschaft in die Bezirksliga ab. Der dritte Aufstieg in die Landesliga gelang 1965, der vierte Aufstieg 1977. 1991 stiegen die Preußen in die Bezirksliga ab. Der Spielbetrieb fand im Sportpark Preußenstadion in Werl statt.

## Persönlichkeiten
- Theodor Redder
- Dieter Schulte

## Nachfolgevereine

### Preussen TV Werl
Im Jahre 1999 trat die Spvg Preußen Werl dem Werler TV bei. Die Fußballer bilden dabei eine eigenständige Abteilung innerhalb des Vereins und treten unter dem Namen Preussen TV Werl an. Der neue Verein startete in der Soester Kreisliga A und schaffte auf Anhieb den Aufstieg in die Bezirksliga, wo die Preussen gleich in der Aufstiegssaison 2000/01 mit einem Punkt Rückstand auf den Türkischen SV Ahlen Vizemeister wurden. Es folgten einige Jahre in der oberen Tabellenhälfte, ehe die Werler im Jahre 20006 wieder in die Kreisliga A absteigen mussten. In den Jahren 2013 und 2014 wurden die Preussen jeweils Vizemeister hinter dem TuS Bremen bzw. Rot-Weiß Westönnen. Im Jahre 2021 stiegen die Werler in die Kreisliga B ab und mussten zwei Jahre später den Gang in die Kreisliga C antreten. 
Mit Jonas Acquistapace, Danilo de Souza und Flávio Pereira Faroni brachten die Preußen drei spätere Profispieler hervor.

### Werler TV Fußball
Zum 1. Juli 2023 führt die Fußballabteilung des Werler TV den neuen Namen Werler TV Fußball. Hintergrund ist ein geplanter kompletter Neustart der führungslosen Abteilung.